# 1524
Évszázadok: 15. század – 16. század – 17. század
Évtizedek: 1470-es évek – 1480-as évek – 1490-es évek – 1500-as évek – 1510-es évek – 1520-as évek – 1530-as évek – 1540-es évek – 1550-es évek – 1560-as évek – 1570-es évek
Évek: 1519 – 1520 – 1521 – 1522 –  1523 – 1524 – 1525 – 1526 – 1527 – 1528 – 1529

## Események

### Határozott dátumú események
- április 10. – Klissza immár második alkalommal hárít el egy török támadást.
- október 24. – Parasztfelkelés tör ki Németországban, a stüchlingeni parasztok Waldshutba vonulnak. A nagy német parasztháború kezdete.
- október 26. – I. Ferenc francia király Milánó elfoglalása után megostromolja Paviát, de nem jár sikerrel.[1]

### Határozatlan dátumú események
- az év folyamán – A törökök elfoglalják a Szörényi bánság utolsó erődítését, Szörény várát.[2]

## Születések
- február 17. – Charles de Guise lotaringiai bíboros, reims-i érsek, a francia katolicizmus kiemelkedő alakja, a komoly politikai befolyással rendelkező a Guise-ház tagja († 1574)
- május 28. – II. Szelim, az Oszmán Birodalom 11. szultánja († 1574)
- szeptember 11. – Pierre de Ronsard francia költő († 1585)

## Halálozások
- április 30. – Pierre Terrail de Bayard francia lovag, hadvezér (*1475/1476)